# Lisbon Falls
Lisbon Falls is een plaats (census-designated place) in de Amerikaanse staat Maine, en valt bestuurlijk gezien onder Androscoggin County.

## Demografie
Bij de volkstelling in 2000 werd het aantal inwoners vastgesteld op 4420.

## Geografie
Volgens het United States Census Bureau beslaat de plaats een oppervlakte van 10,1 km², waarvan 9,8 km² land en 0,3 km² water.

## Plaatsen in de nabije omgeving
De onderstaande figuur toont nabijgelegen plaatsen in een straal van 20 km rond Lisbon Falls.